# West of Scotland Championships 2018
Die West of Scotland Championships 2018 im Badminton fanden vom 20. bis zum 21. Oktober 2018 in Glasgow statt.

## Sieger und Platzierte
| Disziplin    | Gold                          | Silber                          | Bronze                       |
| ------------ | ----------------------------- | ------------------------------- | ---------------------------- |
| Herreneinzel | Ben Torrance                  | Mark MacKay                     | Alastair Campbell            |
| Herreneinzel | Ben Torrance                  | Mark MacKay                     | Ciar Pringle                 |
| Dameneinzel  | Rachel Sugden                 | Basia Grodynska                 | Rachel Cameron               |
| Dameneinzel  | Rachel Sugden                 | Basia Grodynska                 | Lily Farnood                 |
| Herrendoppel | Alexander Dunn Adam Hall      | Jack MacGregor Ciar Pringle     | Lewis Gallacher Adam Pringle |
| Herrendoppel | Alexander Dunn Adam Hall      | Jack MacGregor Ciar Pringle     | Matthew Grimley Ben Torrance |
| Damendoppel  | Julie MacPherson Holly Newall | Rebekka Findlay Caitlin Pringle | Alice Campbell Rachel Sugden |
| Damendoppel  | Julie MacPherson Holly Newall | Rebekka Findlay Caitlin Pringle | Sarah Findlay Ciara Torrance |
| Mixed        | Adam Hall Julie MacPherson    | Matthew Grimley Ciara Torrance  | Ciar Pringle Caitlin Pringle |
| Mixed        | Adam Hall Julie MacPherson    | Matthew Grimley Ciara Torrance  | Jack MacGregor Rachel Sugden |